# Analiza stroškovne uporabnosti
Analiza stroškovne uporabnosti (angl. Cost-Utility Analysis) je oblika farmakoekonomske analize, ki primerja stroške in humanistične izide zdravljenja (običajno izražene v letih zdravstveno kakovostnega življenja, lahko tudi v drugih enotah, kot so nezmožnosti prilagojena leta življenja). Je podvrsta analize stroškovne učinkovitosti, vendar slednja upošteva le izide zdravljenja, izražene v enotah kliničnih izidov (kot so dodatno leto življenja), analiza stroškovne uporabnosti pa še bolnikove prioritete (npr. kakovost in podaljšanje življenja). Številne oblasti, ki odločajo o javnem financiranju novih zdravil, zahtevajo ali priporočajo, da je predana farmakoekonomska analiza v obliki analize stroškovne uporabnosti.
Pri analizah stroškovne učinkovitosti se upošteva faktor uporabnosti, ki izraža uteženo podaljšanje preživetja in zajema z zdravjem povezano kakovost življenja. Tipično zaseda faktor uporabnosti vrednosti med 0 in 1. Vrednost 1 označuje popolno zdravje, vrednost 0 pa smrt. V osnovi uporabnost predstavlja preferenco posameznika do določenega zdravstvenega stanja. Načinov, kako merimo uporabnost oz. preferenco do zdravstvenega stanja, pa je več. V zadnjem času so predvsem v uporabi specifični vprašalniki za merjenje uporabnosti. Pri podajanju stroškov glede na vrednost QALY se upošteva tako podaljšanje življenja kot izboljšanje njegove kakovosti. Podaljšanje življenja za eno leto brez sprememb v kakovosti bolnikovega življenja ali na primer le izboljšanje bolnikove kakovosti življenja za faktor uporabnosti 0,2 (iz 0,5 na 0,7) za obdobje pet let tako oboje doprinese vrednost enega leta zdravstveno kakovostnega življenja. Posledično analiza stroškovne učinkovitosti omogoča primerjavo različnih izidov zdravljenja.
Rezultat primerjave dveh oblik zdravljenj je razmerje prirastka stroškov glede na prirastek uporabnosti (ICUR, angl. incremental cost-utility ratio), podobno kot je rezultat primerjave dveh terapij pri analizi stroškovne učinkovitosti  razmerje prirastka stroškov glede na prirastek učinkovitosti ali mejno razmerje stroškovne učinkovitosti (ICER, angl. incremental cost-effectiveness ratio). Pogosto se v literaturi med njima ne razlikuje in se uporablja za oba izraz ICER.

### Primer
- Zdravljenje z zdravilom A, na primer, omogoči bolniku podaljšanje življenja za 3 leta (v primerjavi, da se sploh ne bi zdravil), vendar se njegova kakovost življenja poveča le za faktor 0,6. Potemtakem zdravljenje z zdravilom A bolniku doprinese 3 × 0,6 = 1,8 QALY.
- Zdravljenje z zdravilom B bolniku podaljša življenje za 2 leti, njegova kakovost življenja pa se pri tem poveča za faktor 0,75. Bolnik s tem pridobi 2 × 0,75 = 1,5 QALY.
- Skupno izboljšanje kakovosti življenja, izraženo v vrednosti QALY, je tako pri zdravljenju z zdravilom A v primerjavi z zdravilom B 1,8 QALY – 1,5 QALY = 0,3 QALY.

- Zdravljenje z zdravilom A stane 6.000 € več kot zdravljenje z zdravilom B.

- Razmerje prirastka stroškov glede na prirastek uporabnosti (ICUR, pogosto poenostavljeno imenovan kar ICER) je enak razmerju razlike v stroških in razlike v uporabnosti dveh oblik zdravljenja. V tem primeru je ICUR = 6.000 €/0,3 QALY = 20.000 €/QALY.

- Vrednost ICUR sama po sebi ne sovseblja podatka o sprejemljivosti prirastka stroškov. Oblasti, ki odločajo na primer o financiranju nekega novega zdravila, pogosto določijo mejno vrednost ICUR, ki je za njih sprejemljiva. Slovenski Zavod za zdravstveno zavarovanje Slovenije, ki odloča o financiranju zdravil iz javnih sredstev, je opredelil, da velja za Slovenijo mejna vrednost ICUR 25.000 €/QALY.[7]